# Темпті-Ахар
Темпті-Ахар (д/н — бл. 1400 до н. е.) — сункір (цар) Еламу.

## Життєпис
Ймовірно син або небіж царя Іншушинак-сункір-наппіріра. Посів трон після повалення або смерті Шалли. Ймовірно в цей час посилилася загроза з боку сутійських племен, що стали загрожувати Сузам. Тому Темпті-Ахар заснував нову столицю Канабак на відстані 10 км від Суз. Разом з тим продовжив розбудову Суз, зокрема похоронного комплексу, призначеного для своєї династії.
відоме про його активне дипломатичне листування з вавилонським царем Кадашман-Гарбе I, можливо з яким планував наступ на сутіїв. Втім до 1400 року до н. е. внаслідок нового наступу цих племен зазнав поразки, а західний Елам було сплюндровано. Можливо продовжив боротьбу в Еламі з Ата-халкі.